# Боткинская улица (Санкт-Петербург)
Бо́ткинская улица — широтная улица в Калининском и Выборгском районах Санкт-Петербурга. Проходит от площади Ленина до площади Военных Медиков в историческом районе Выборгская сторона параллельно Клинической улице.

## История
Современное название улица получила 17 декабря 1898 года в память о русском враче-терапевте и общественном деятеле Сергее Петровиче Боткине (1832—1889). До этого с 7 марта 1858 года она называлась Самарской улицей по городу Самаре, а перед этим с 1798 года — Офицерской улицей, которая в свою очередь являлась остатком Охтенской першпективы, существовавшей в середине XVIII века.
Улица проходила от улицы Академика Лебедева до Большого Сампсониевского проспекта. В середине XX века к Боткинской улице был присоединён участок от площади Ленина до улицы Академика Лебедева, называвшийся Боткинской прорезкой.

## Здания и достопримечательности

### От площади Ленина до улицы Лебедева
Нумерация по Боткинской начинается с нового участка (от площади Ленина до улицы Лебедева). В этих двух кварталах находятся:
- Жилые дома для служащих Финляндской железной дороги — Боткинская, 1 (ранее адрес относился к площади). Комплекс был построен в 1907—1908 годах по проекту архитектора Ф. Ф. Митрица и гражданского инженера И. И. Герасимова. Является памятником архитектуры эпохи модерна и находится под государственной охраной как вновь выявленный объект.  Объект культурного наследия народов РФ. Объект № 7830644000 (БД Викигида).
- По тому же адресу значится ряд служебных зданий Финляндской железной дороги дореволюционной постройки, в том числе и выходящее на площадь здание 1910 года постройки.
- станция метро «Площадь Ленина» — выход на Боткинскую. Это второй выход станции, он был открыт 4 августа 1962 года в сквере на Боткинской улице. Здание выполнено по проекту А. К. Андреева при участии Ю. Н. Козлова и инженера Е. А. Эрганова.
- В 1967 году центральный корпус дома 1 был украшен мозаичным панно «Человек и звёзды» (художник — Анопова Валентина Акимовна).

Жилые дома для служащих Финляндской железной дороги, метро и сквер
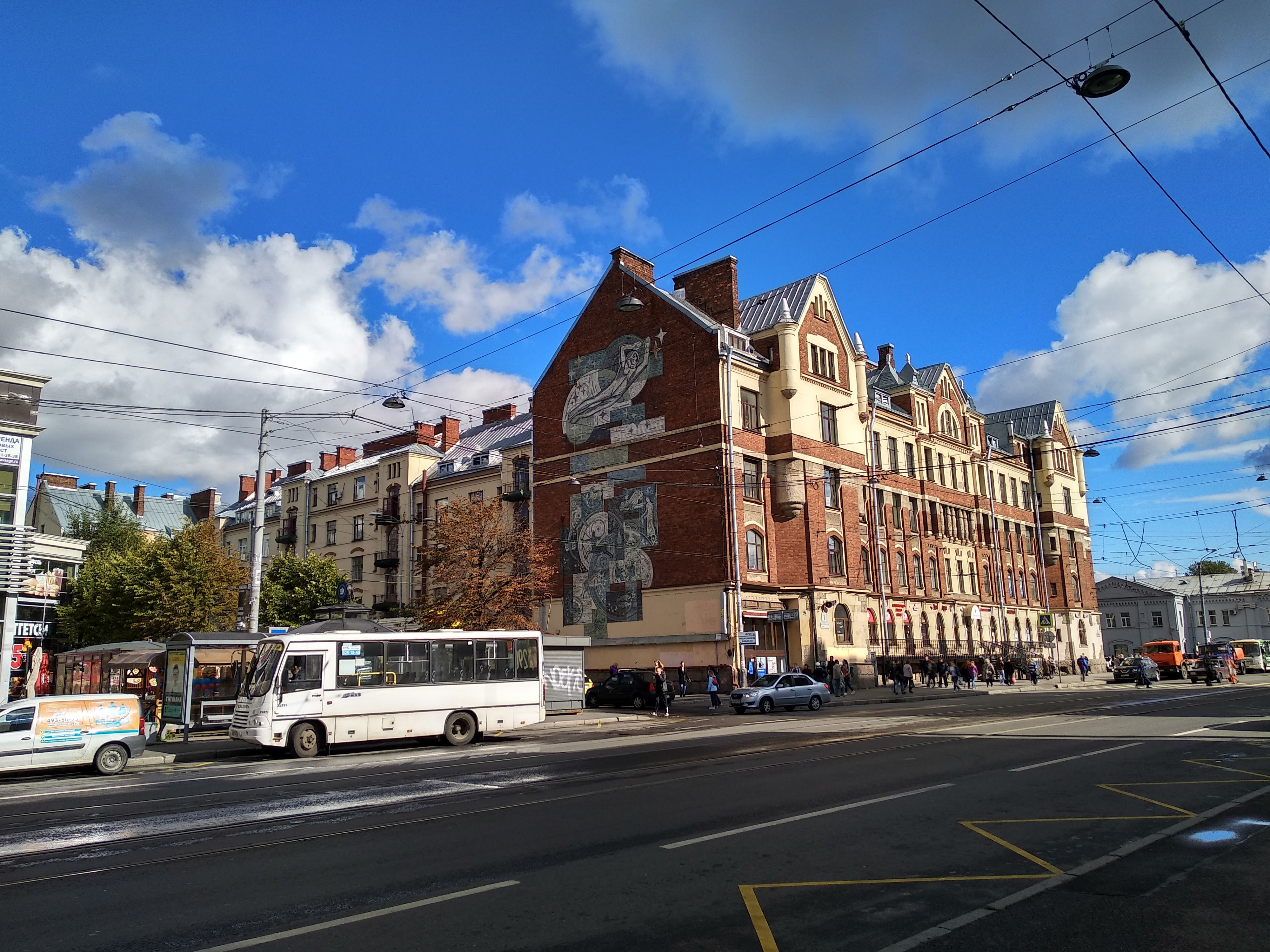
Вид с Боткинской улицы
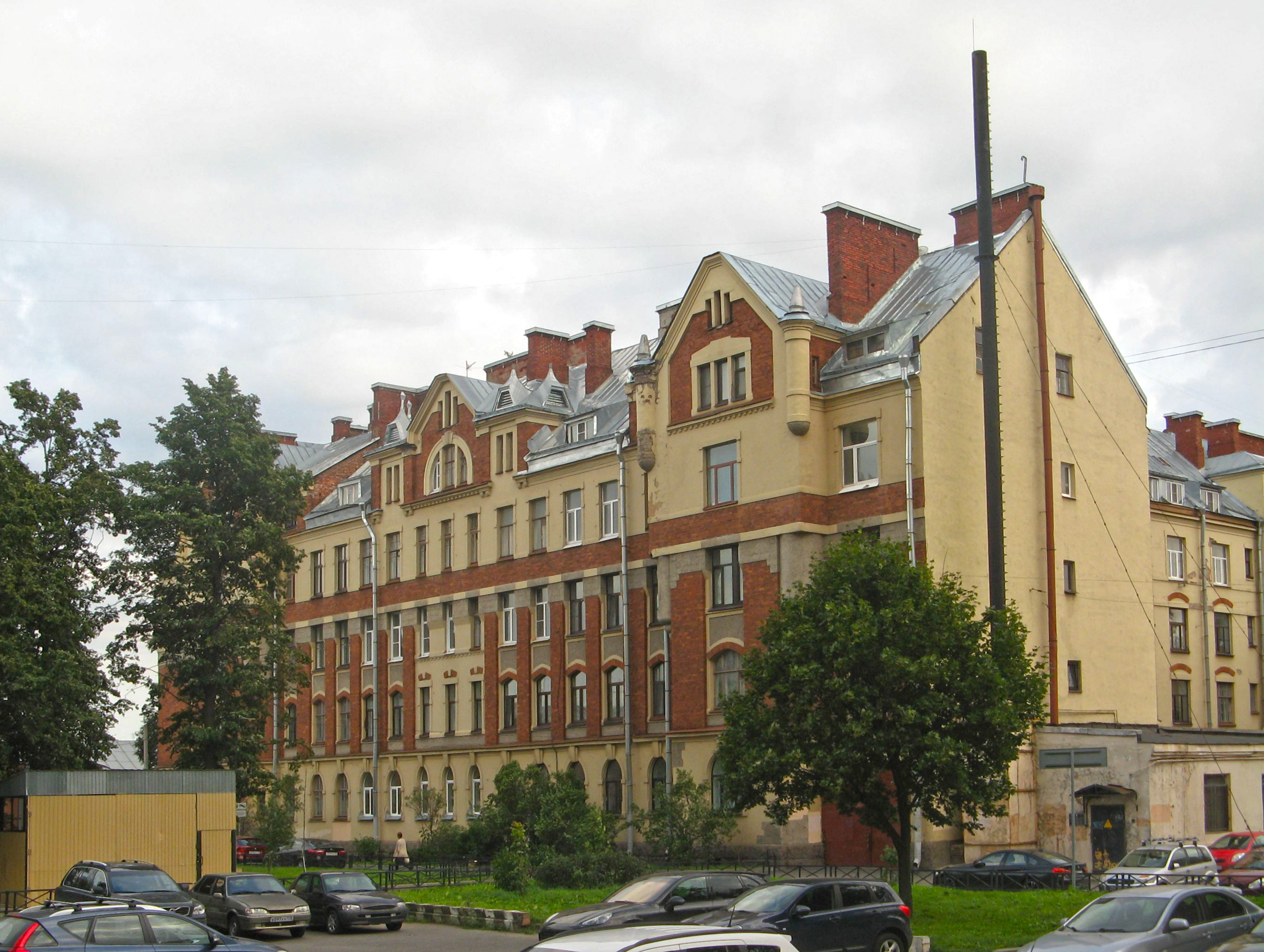
Северный корпус
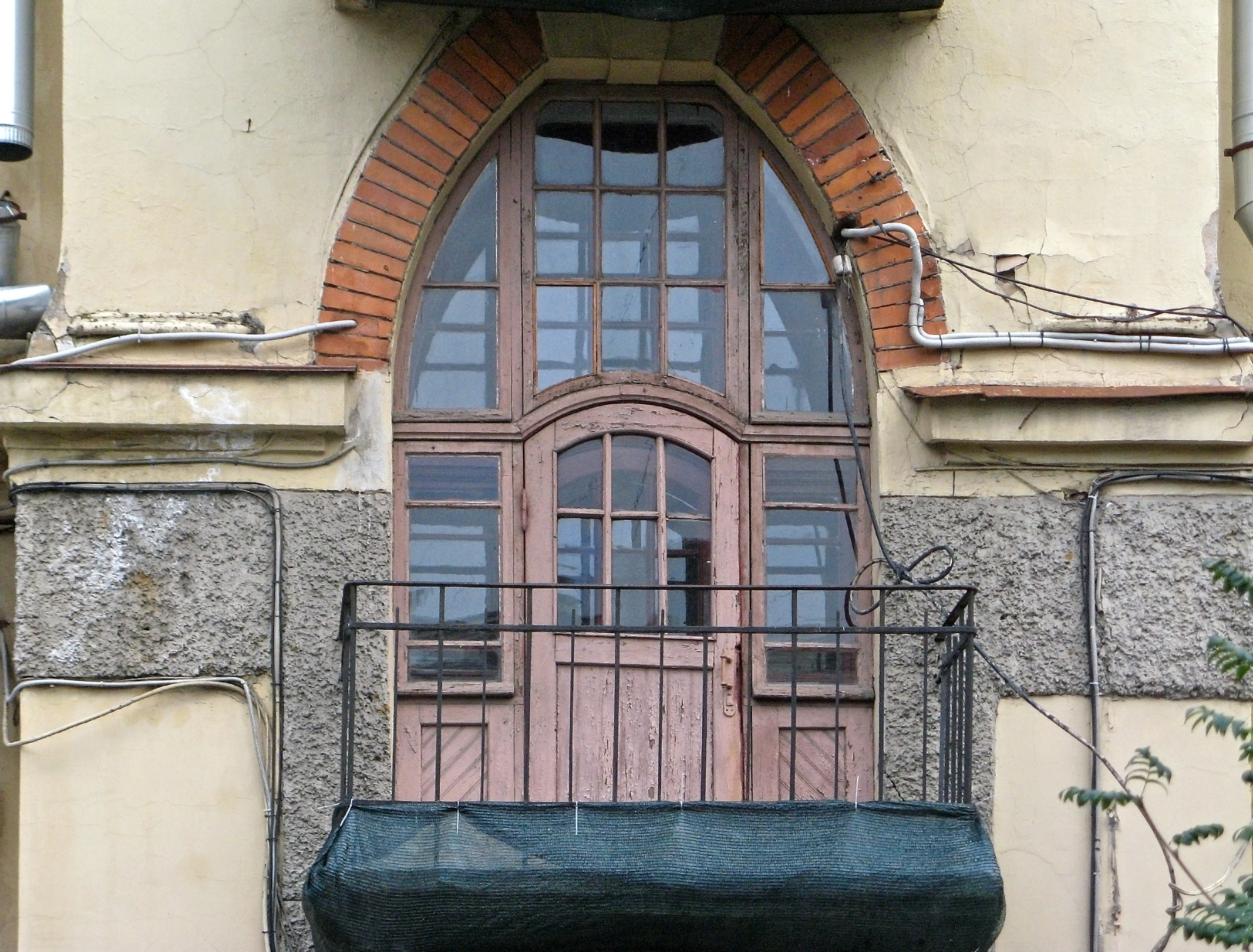
Центральный корпус — типичные элементы модерна
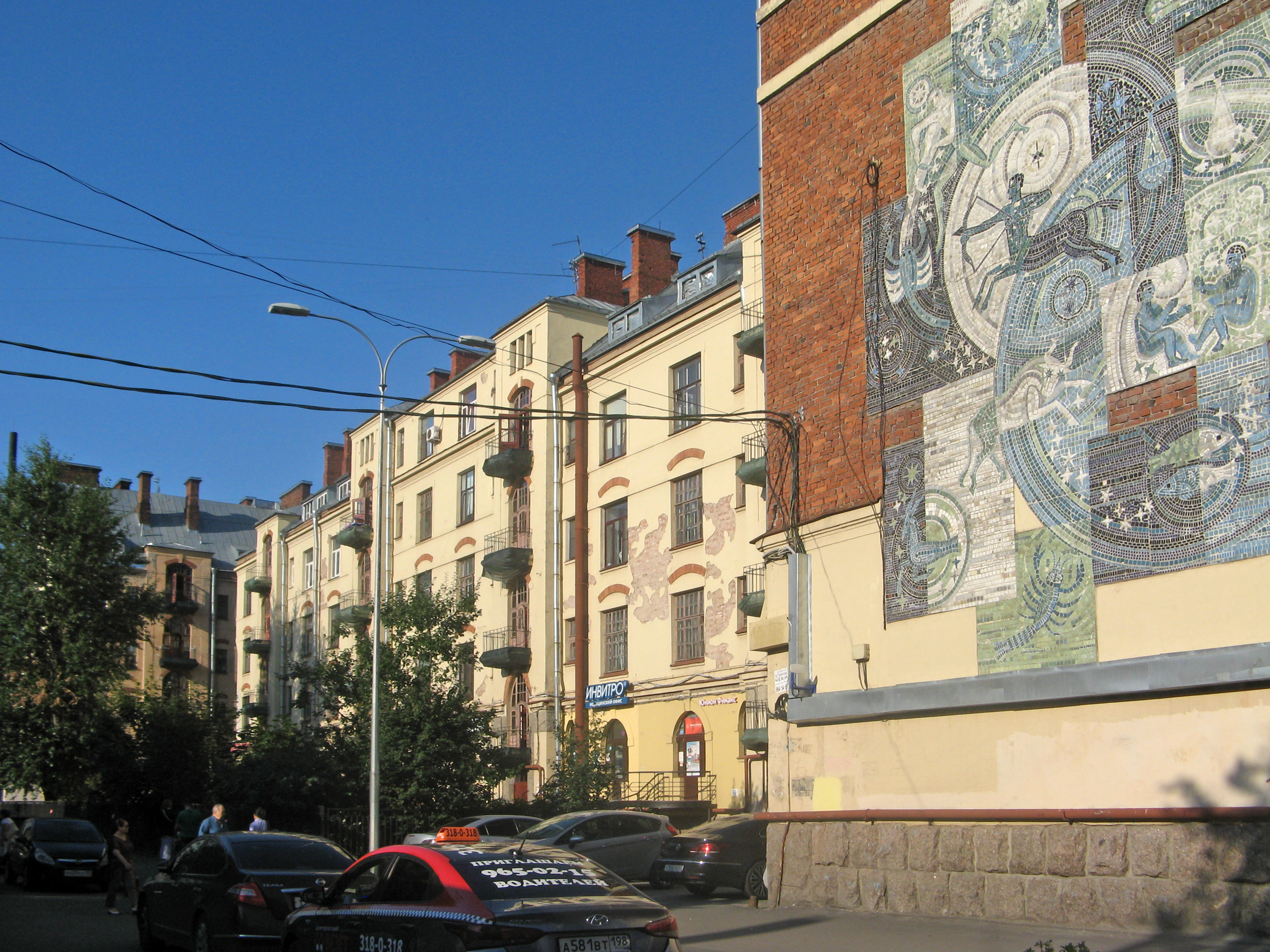
Центральный корпус по Боткинской,1. Панно «Человек и звёзды»
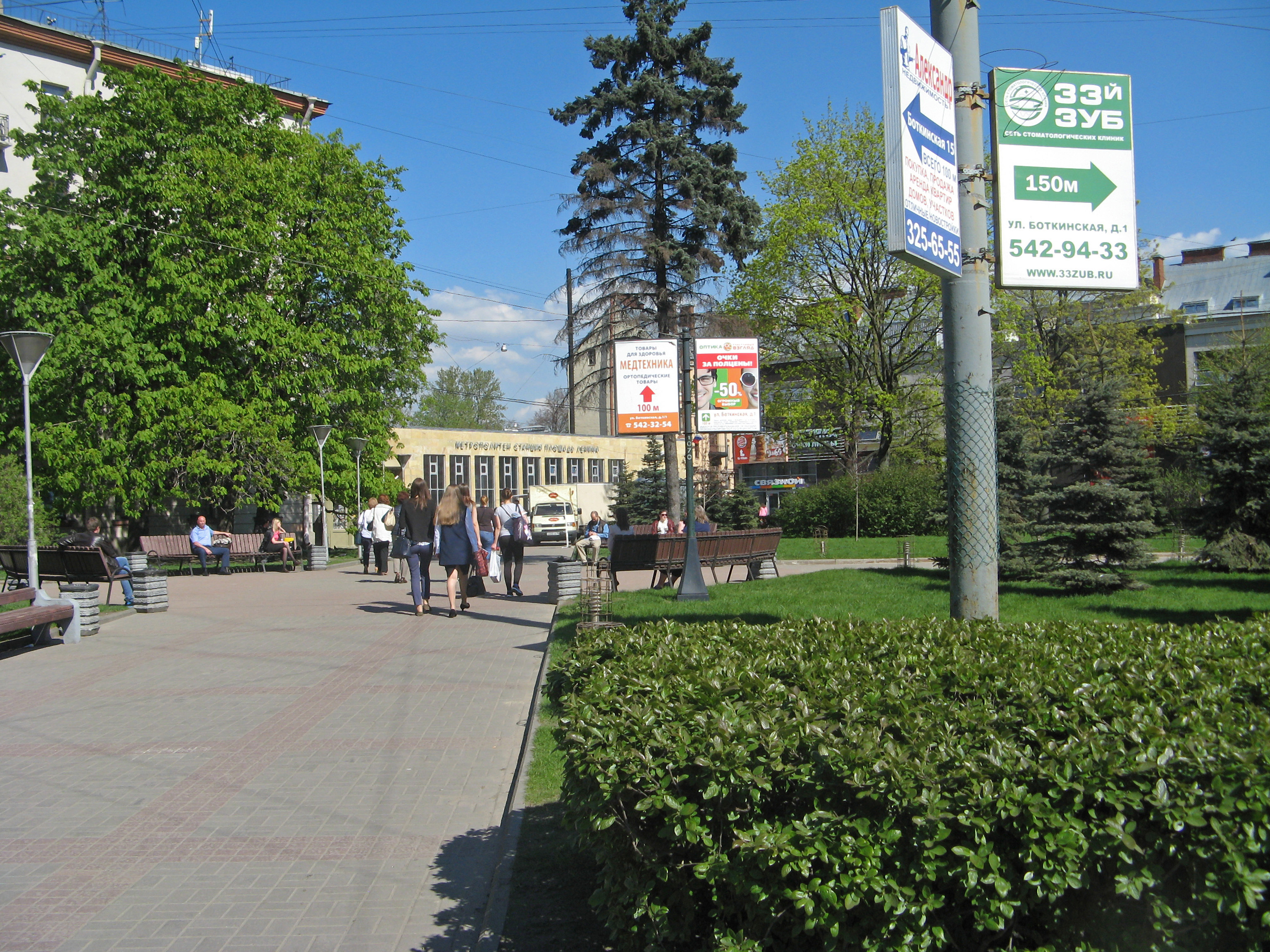
Сквер у метро площадь Ленина — на углу Боткинской и Лебедева

На противоположной стороне на Боткинскую выходят дома, построенные в середине 1950-х годов в стиле сталинского неоклассицизма. Они завершают как ансамбль площади, так и формируют вид квартала между площадью Ленина, Боткинской, улицей Лебедева и Финским переулком.

### От улицы Лебедева до Большого Сампсониевского проспекта

#### Военно-Медицинская академия
Пространство от Невы до улицы Комиссара Смирнова (куда относится и старая часть Боткинской улицы) занимают здания Военно-медицинской академии.
- Ортопедическая клиника — Боткинская улица, 13.
- Клиника душевных и нервных болезней находится во дворах, адрес — Боткинская, 17. (В клинике работали психиатры: в 1893—1913 гг. — В. М. Бехтерев, в 1915—1947 гг. — В. П. Осипов)
- Парк при клиниках
- Утраченное — дома общежитий в стиле конструктивизма и детские ясли с зеленью во дворах — Боткинская, 15. На этом месте, а также частично на месте находящегося за ними академического стадиона и остатках клинического сада в постсоветское время построены жилые дома.
- Бывшая акушерско-гинекологическая клиника (с советского времени — хирургия), Боткинская улица, 23

Здания и парки Военно-Медицинской Академии — нечётная сторона
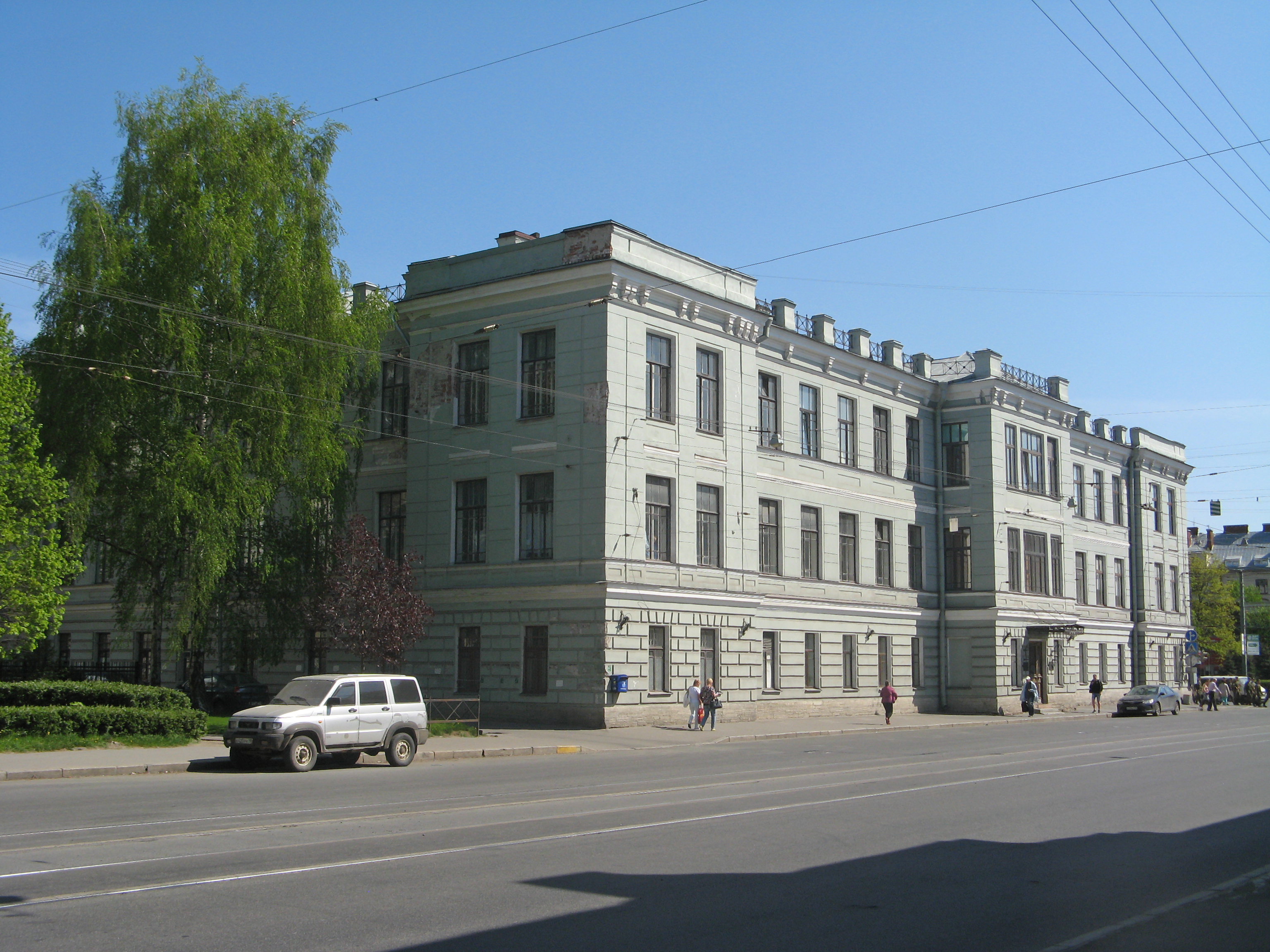
Ортопедическая клиника
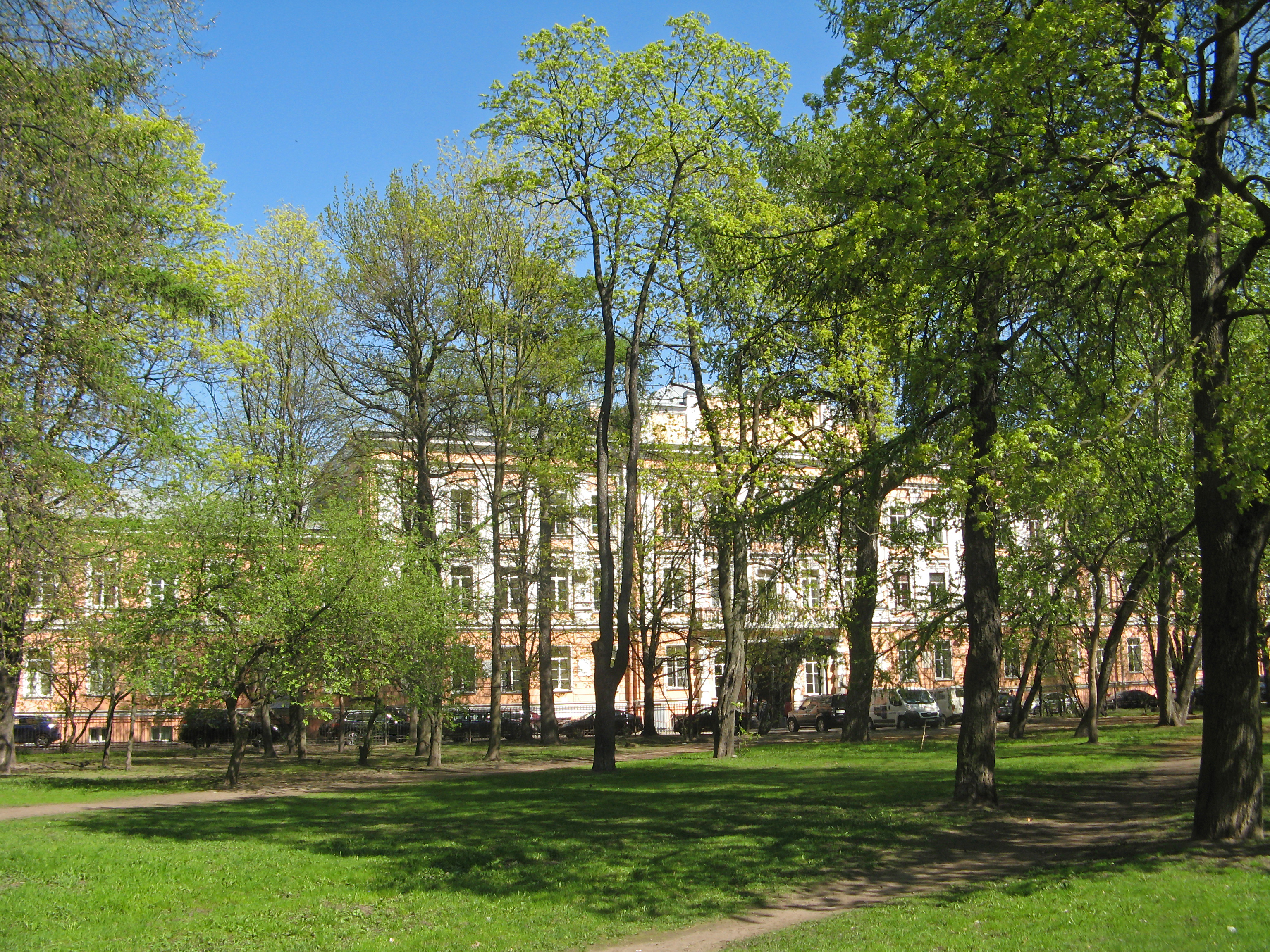
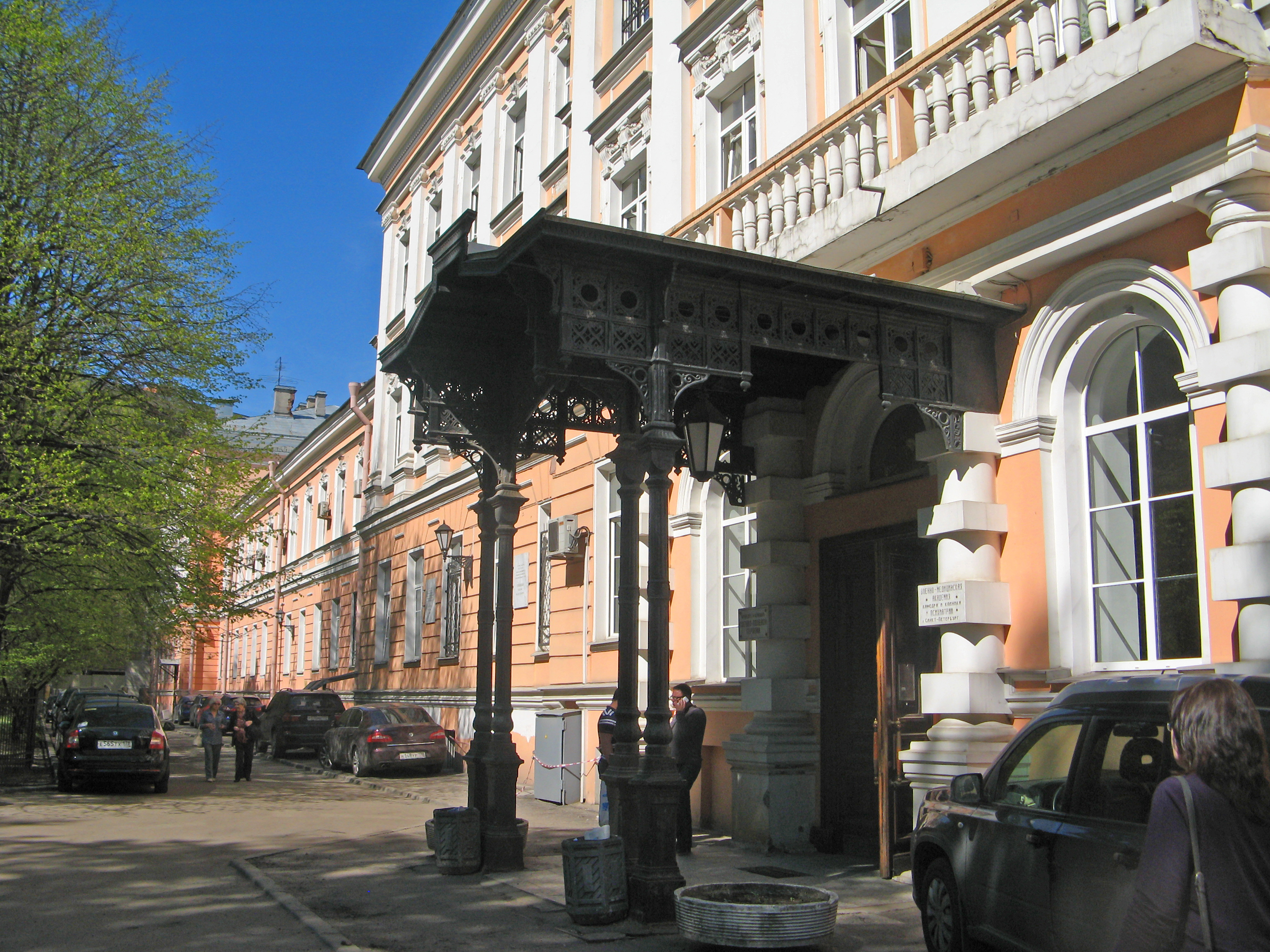
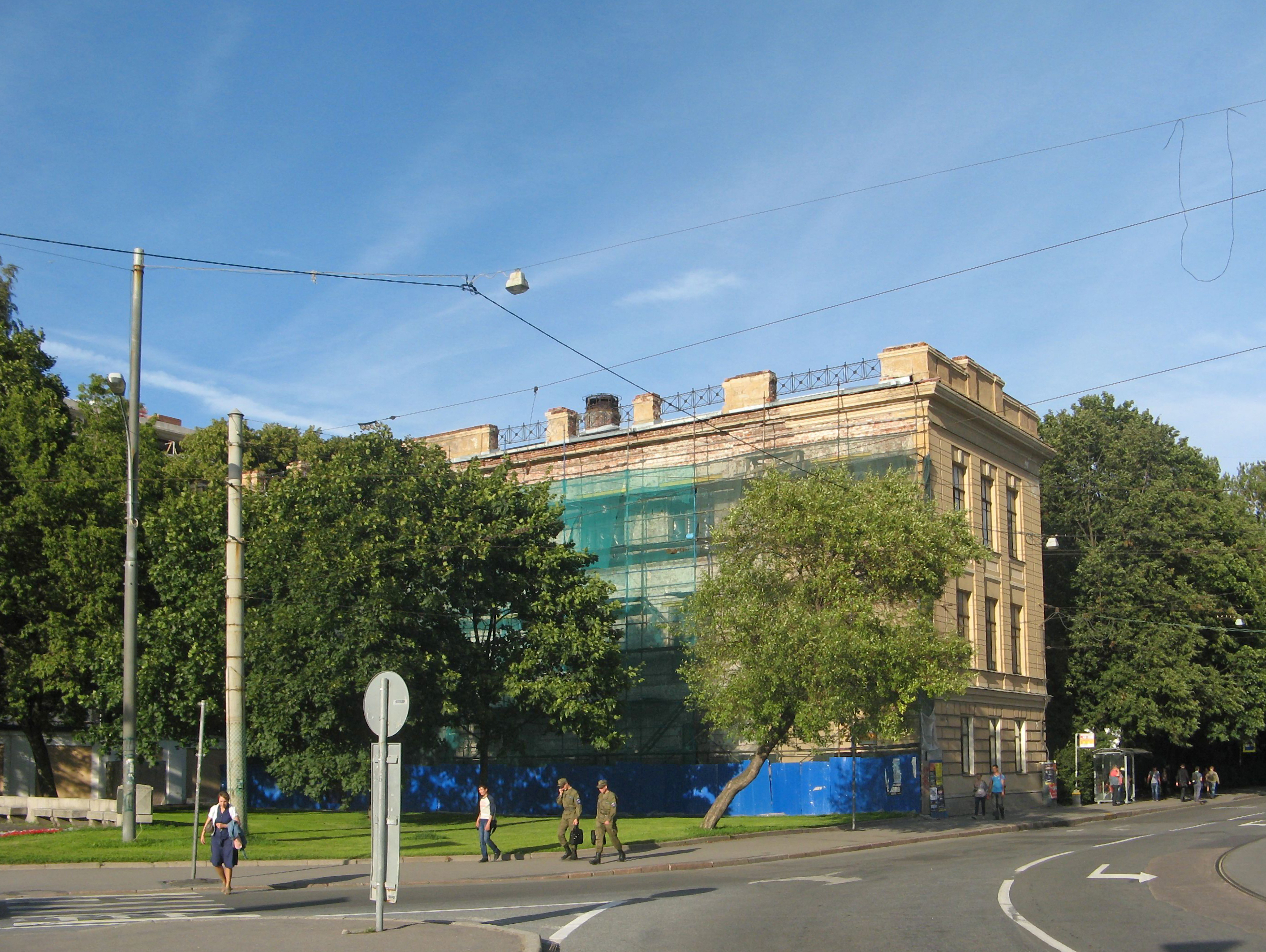

- Корпус здания Штаба Академии
- Парк Военно-Медицинской Академии — изначально: сад Михайловской больницы и сад с прудом при главном здании Академии
- В парке находится здание, атрибутированное как «Жилой дом при Михайловской больнице». В советское время — детский сад, относящийся к Академии. Здание видно с Боткинской.
- Также в парке вблизи Боткинской улицы находится оранжерея ботанического сада при Академии
- Детская клиника (дом, где 20 мая 1900 г. состоялось совещание об издании газеты «Искра»)
- Бывшая Михайловская клиническая больница имени Я. В. Виллие

Здания и парки Военно-Медицинской Академии — чётная сторона
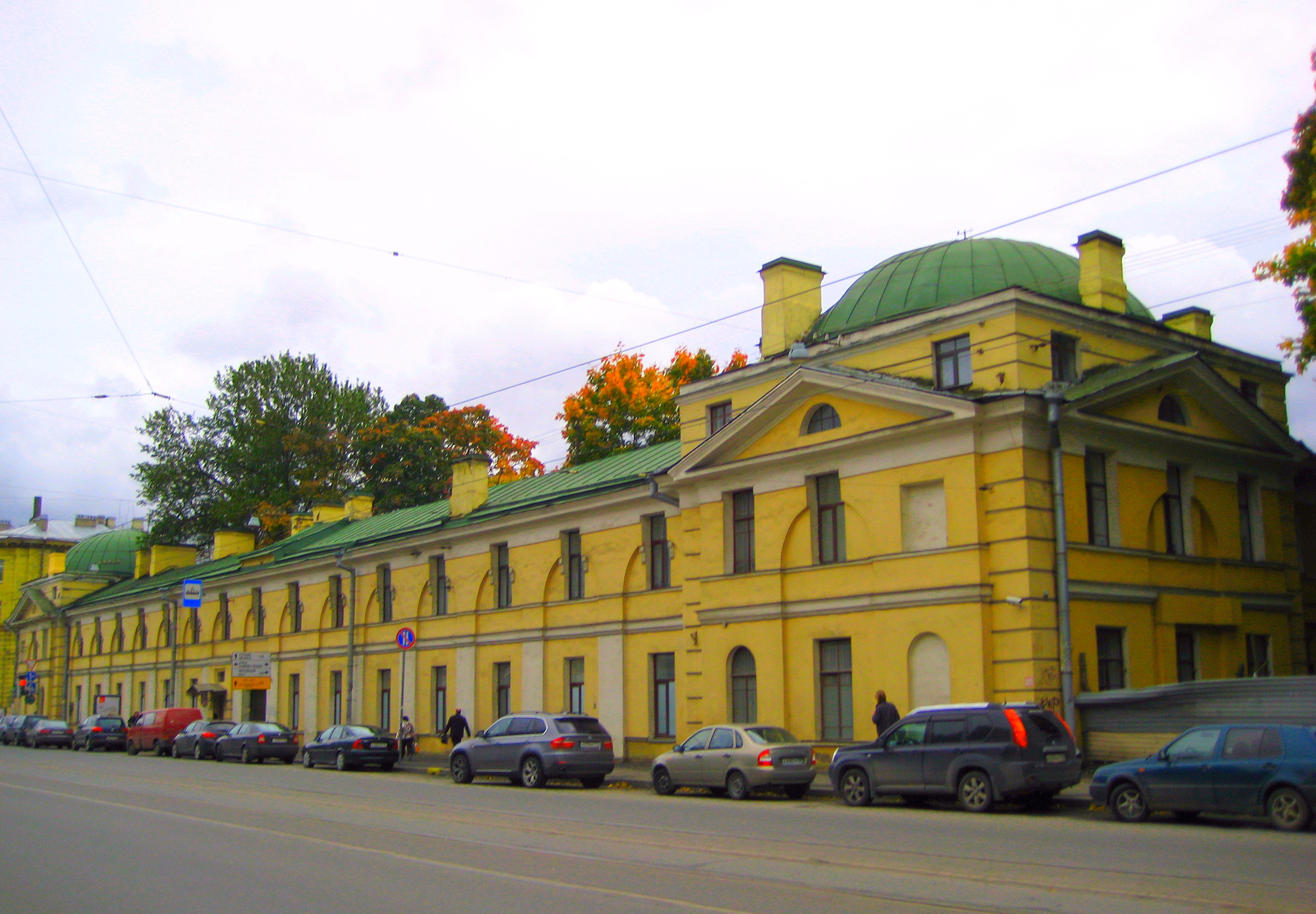
Главный корпус Академии
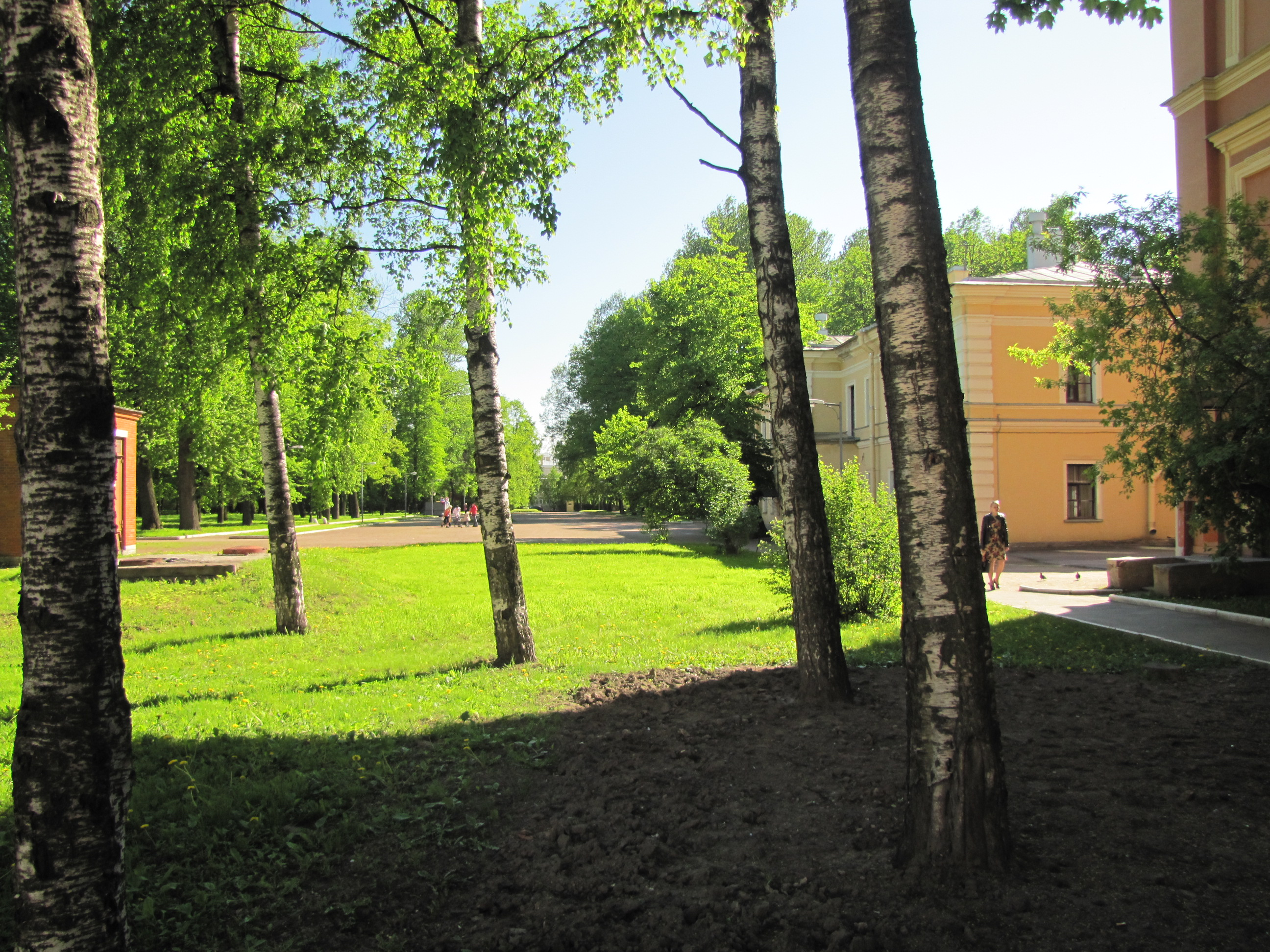
Парк Военно-Медицинской Академии (справа-впереди — бывший детский сад)
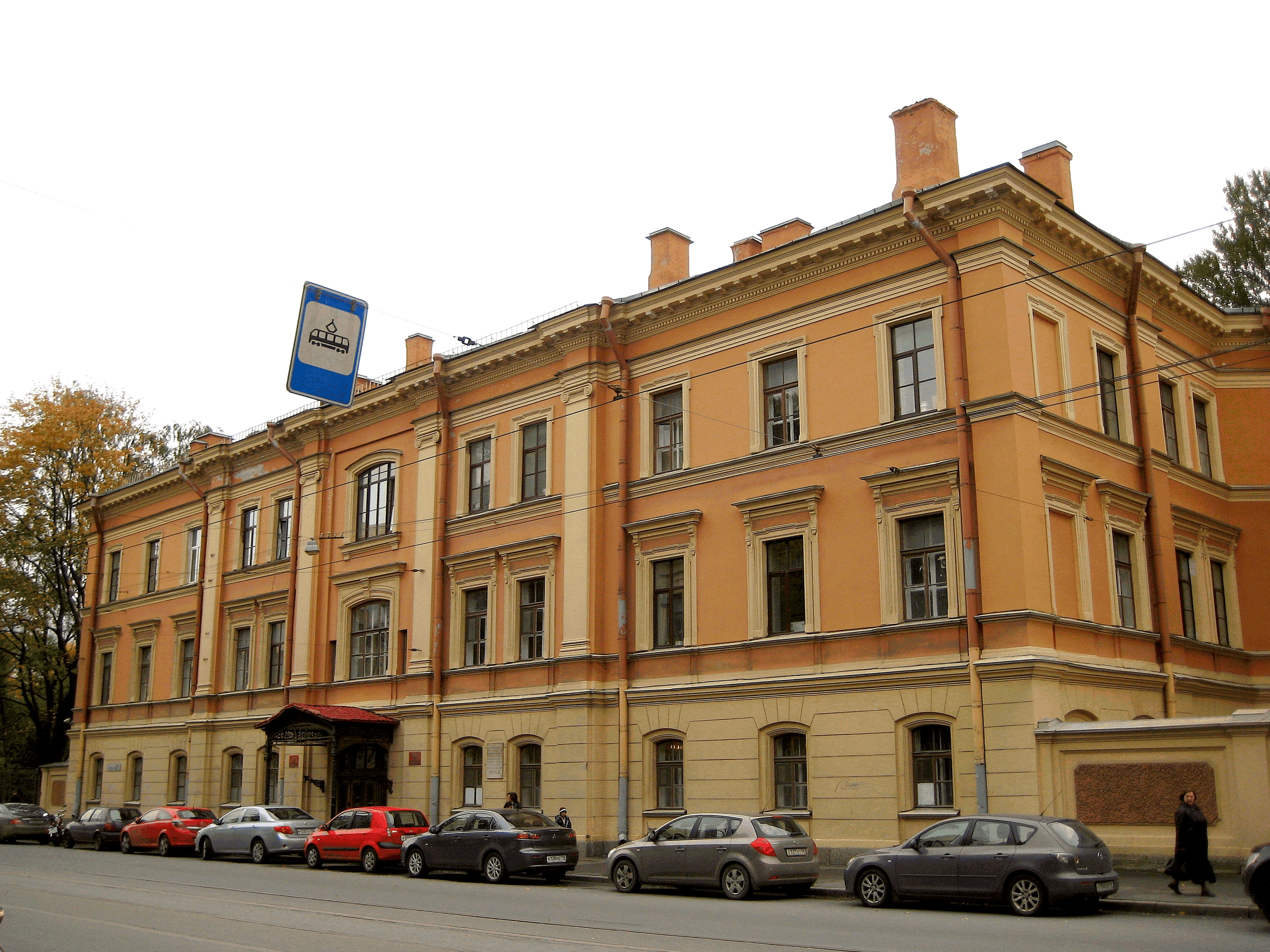
Детская клиника
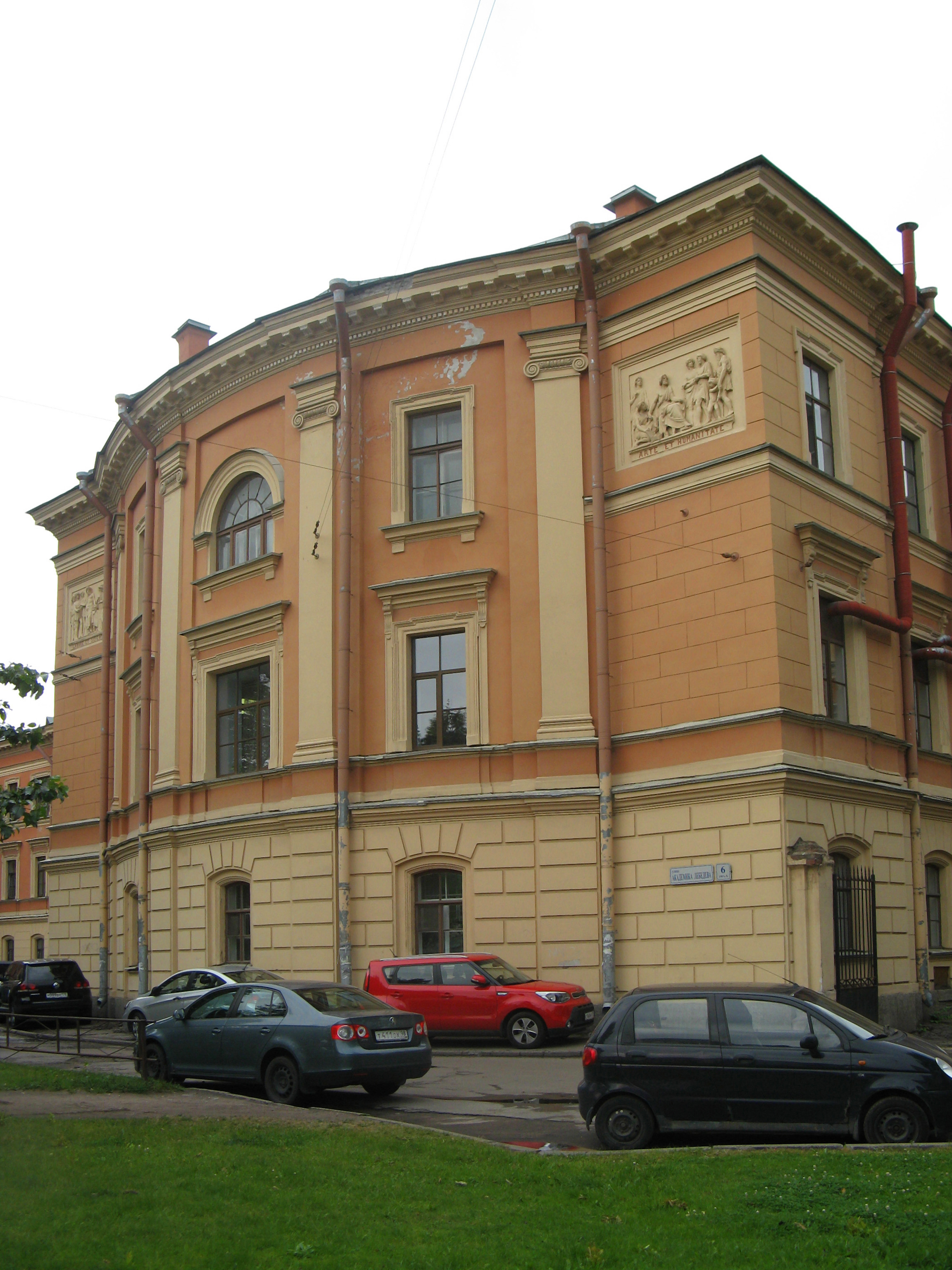
Здание Михайловской клинической больницы имени Я. В. Виллие

#### Памятники
С 1872—1873 года на углу Боткинской улицы и Большого Сампсониевского проспекта была установлена статуя «Гигиея» — скульптура-фонтан работы скульптора Д. И. Иенсена. Затем, с 1960-х годов статуя украшала сквер на противоположной стороне Боткинской улицы. В 1996 году перекресток получил имя площади Военных Медиков, а скульптура Гигиеи была перенесена в сад у фасада штаба Военно-медицинской академии (улица Академика Лебедева, дом № 6), а на её месте был открыт мемориал памяти военных медиков (архитектор Ю. К. Митюрев, скульптор Б. А. Петров).
В том же сквере на углу Боткинской улицы и Большого Сампсониевского проспекта 25 мая 1908 года был установлен памятник С. П. Боткину (скульптор В. А. Беклемишев). Памятник развернут лицом к бывшей Михайловской клинической больнице имени Я. В. Виллие (современный адрес — (улица Академика Лебедева, дом № 6 литера А), архитектор К. Я. Соколов), в которой работал знаменитый врач. На стене у входа в клинику установлена мемориальная доска. До переноса Гигеи на противоположный угол Боткинской, она была за спиной Боткина и памятники были расположены спинами друг к другу.
В парке Военно-медицинской академии, который занимает все внутреннее пространство между улицей Академика Лебедева, Клинической улицей, Боткинской улицей и Большим Сампсониевским проспектом, установлен памятник Я. В. Виллие (скульптор Д. И. Иенсен, архитектор А. И. Штакеншнейдер). Этот памятник изначально (с 1859 года) находился перед фасадом здания штаба Военно-медицинской академии, там, где сейчас установлена статуя Гигиеи. В 1949 году, в разгар компании борьбы с космополитизмом, памятник был демонтирован и только в 1964 году вновь установлен, но уже в саду Военно-медицинской академии. В постсоветскую эпоху, несмотря на статус наследия федерального уровня, памятник сильно пострадал: были утрачены украшавшие его бронзовые барельефы, рассказывающие о жизни Я. В. Виллие.
6 апреля 2000 года во дворе кафедры и клиники военной ортопедии (Боткинская, 13, на углу с улицей Лебедева), к столетию основанной Г. И. Турнером кафедры,- был открыт бюст Г. И. Турнера (скульптор А.П. Тимченко). Надпись на постаменте гласит: «Г. И. Турнеру. Основоположнику отечественной ортопедии».

Памятники и Военно-Медицинская Академия
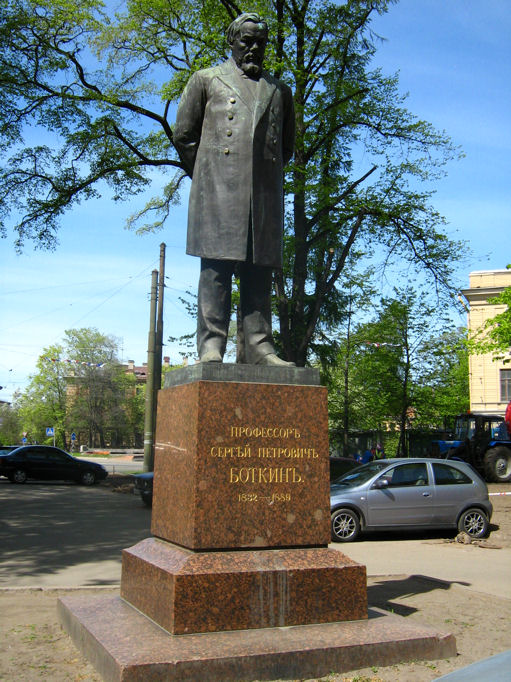
Памятник С. П. Боткину
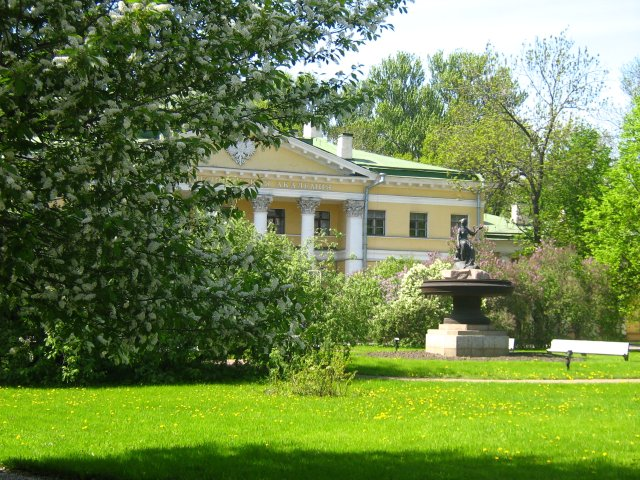
Гигиея на своём нынешнем месте — перед штабом Академии
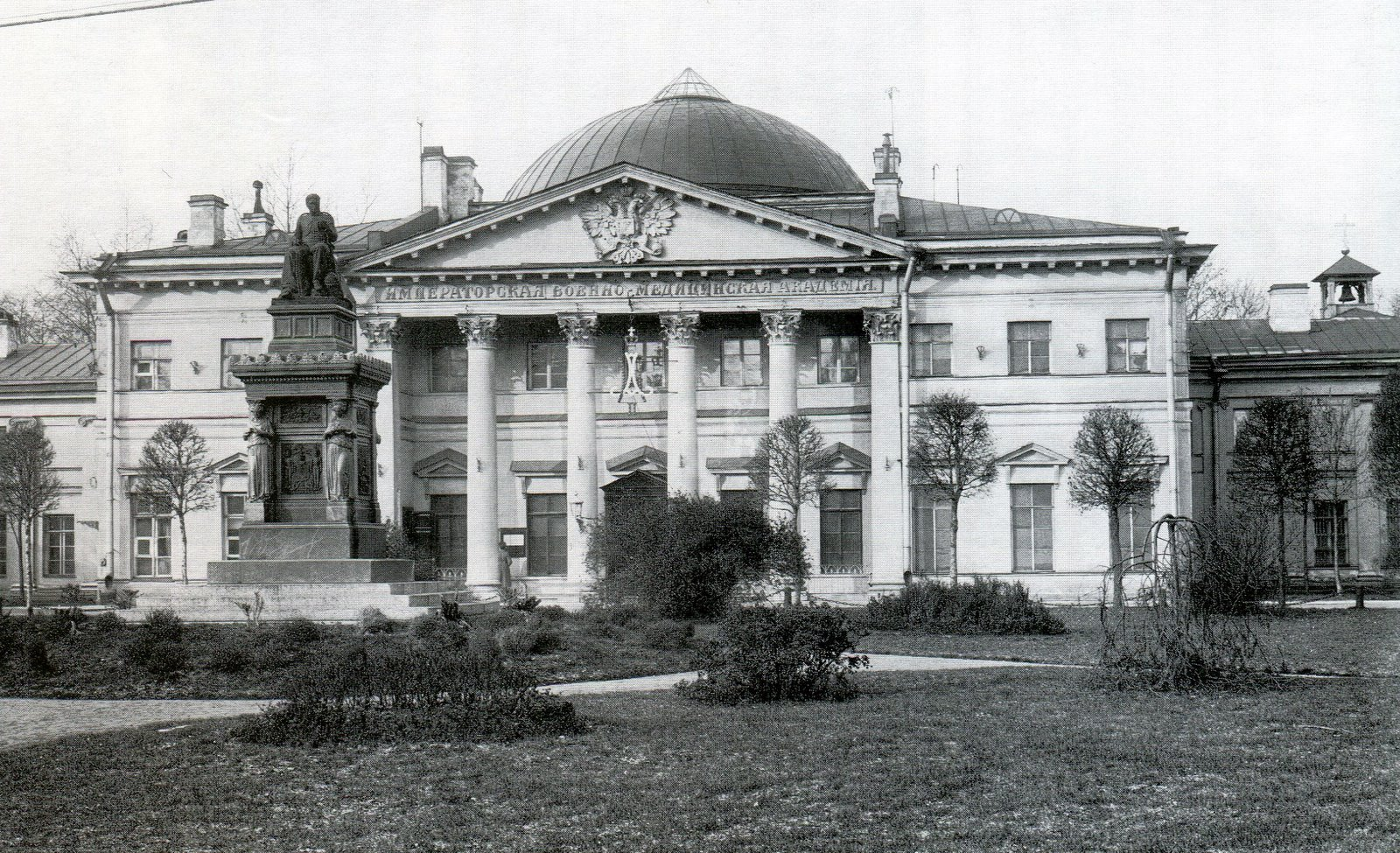
Памятник Я. В. Виллие ещё перед штабом Академии

## Пересечения
С востока на запад (по увеличению нумерации домов) Боткинскую улицу пересекают следующие улицы:
- площадь Ленина — Боткинская улица примыкает к ней;
- улица Академика Лебедева — пересечение;
- улица Доктора Короткова — примыкание;
- площадь Военных Медиков с Большим Сампсониевским проспектом — Боткинская улица примыкает к ним.

## Транспорт
На Боткинской улице расположен второй вестибюль станции метро «Площадь Ленина» 1-й (Кировско-Выборгской) линии (кратчайшее расстояние — 75 м по прямой).
По улице с 1908—1909 годов проходит трамвайная линия (маршрут № 6). Также по Боткинской улице проходят автобусные маршруты № 49, 86, 267.
На участке Боткинской улицы от площади Ленина до улицы Академика Лебедева расположена часть трамвайного кольца «Финляндский вокзал (площадь Ленина)» (маршруты № 3, 6, 20 и 23).
На участке улицы от площади Ленина до улицы Академика Лебедева расположен конечный пункт автобусных маршрутов № 49, 86, 267.
Вблизи начала Боткинской улицы находится Финляндский вокзал (около 200 м по прямой от начала улицы).

## Общественно значимые объекты
- Метро («Площадь Ленина», выход на Боткинскую)
- Военно-медицинская академия имени С. М. Кирова (от пересечения с улицей Академика Лебедева) — улица Академика Лебедева, дом 6, литера Ж., а также клиники по обе стороны Боткинской и парк Академии по чётной стороне.
- В советское время в доме 4 по Боткинской улице находилась детская стоматологическая поликлиника Калининского района. В наши дни это помещение занимает сбербанк.
- К утраченным социальным объектам также относятся ведомственные ясли и детский сад, общежития и стадион Академии.
- торговый комплекс «Тукан» — дом 3, корпус 1, литера А;